# Jean de Florette
Jean de Florette é um filme francês de 1986 dirigido por Claude Berri e estrelado por Yves Montand e Gérard Depardieu.

## Sinopse
O filme se passa na França, em 1920. Na disputa por uma nascente abandonada, o dono da terra morre e uma imponente família rural tenta enganar seu herdeiro, bloqueando a nascente para que este não possa usá-la, sendo forçado a vendê-la por um baixo valor.
A trama continua na sequência intitulada "A Vingança de Manon", na qual a filha de Jean resolve se vingar da aldeia por tudo que fizeram à sua família.

## Elenco
- Yves Montand .... César Soubeyran
- Gérard Depardieu .... Jean Cadoret / 'Jean de Florette'
- Daniel Auteuil .... Ugolin
- Elizabeth Depardieu .... Aimee Cadoret
- Ernestine Mazurowna .... Manon Cadoret
- Marcel Champel .... Pique-Bouffigue
- Armand Meffre .... Philoxéne